# Inimigos Públicos
Public Enemies (bra/prt: Inimigos Públicos) é um filme estadunidense de 2009, dos gêneros policial e drama biográfico, dirigido por Michael Mann.
A história se passa durante a Grande depressão e se foca na história real de um agente do FBI (Christian Bale) tentando deter lendários criminosos como John Dillinger (Johnny Depp), Baby Face Nelson (Stephen Graham) e Pretty Boy Floyd (Channing Tatum).

## Sinopse
O filme começa em 1933 quando é levado à Prisão Estadual de Indiana por seu colega John "Red" Hamilton (Jason Clarke) sob o disfarce de prisioneiro recém-capturado. Dillinger e Hamilton rendem vários guardas e libertam membros de sua gangue, como Charles Makley (Christian Stolte) e Harry Pierpont (David Wenham). A fuga prossegue sem maiores complicações até que um membro da gangue, Ed Shouse (Michael Vieau), mata um policial. Em vista disso, acontece uma troca de tiros enquanto o grupo tenta fugir. Walter Dietrich (James Russo), amigo e mentor de Dillinger, acaba assassinado, e Dillinger, furioso, empurra Shouse para fora do carro. O resto da gangue escapa e vai para o refúgio, uma fazenda, onde um policial corrupto de Chicago, Martin Zarkovich (John Michael Bolger) os convence a se esconder em Chicago, onde podem ser protegidos pela Máfia.
Na cidade de East Liverpool, Ohio, Melvin Purvis (Christian Bale) e vários outros agentes do FBI estão capturando Pretty Boy Floyd (Channing Tatum). Purvis mata Floyd e é promovido por J. Edgar Hoover (Billy Crudup), que busca tornar seu Bureau numa agência de polícia nacional, a cargo de liderar a caçada por John Dillinger, declarando a primeira "guerra contra o crime" nacional.
Em meio a uma série de roubos em bancos, Dillinger conquista o coração da jovem Billie, seu interesse amoroso, num restaurante, e a galanteia comprando um casaco de pele, Billie é uma moça simples e rejeitada pela sociedade, vivida por Marion Cotillard. Frechette continua apaixonada por Dillinger mesmo depois de ele lhe contar quem é, e os dois logo se tornam inseparáveis. A paixão entre os dois, apesar de humanizar ainda mais o personagem, indica sua maior fraqueza.
Melvin Purvis fracassa ao conduzir uma emboscada num hotel em que acredita que Dillinger está hospedado. Um dos agentes é atingido e morto pelo inquilino. Depois que o homem escapa, Purvis percebe que o assassino não fora Dillinger, mas Baby Face Nelson (Stephen Graham). Depois deste incidente, Purvis exige que Hoover lhe forneça profissionais capazes de capturar criminosos, vivos ou mortos, inclusive o texano Charles Winstead (Stephen Lang).
A polícia finalmente localiza Dillinger e sua gangue, os prendendo em Tucson. Dillinger é extraditado para Indiana, onde é encarcerado enquanto espera o julgamento. Pouco depois, Dillinger e alguns presidiários escapam. Dillinger não consegue ver Frechette, que está  sob forte vigilância dos policiais. Dillinger descobre que os sócios do Chicago Outfit, de Frank Nitti (Bill Camp), não querem ajudá-lo; os crimes de Dillinger incitavam o governo a começar a perseguir crimes interestaduais, o que colocava em risco o sistema de lavagem de dinheiro de Nitti.
Mais tarde, Dillinger se encontra com o também ladrão de banco Tommy Caroll (Spencer Garrett) num cinema; com ele está Ed Shouse, que quer voltar à gangue. Caroll atrai Dillinger para um roubo a banco em Sioux Falls, prometendo uma grande quantia. Apesar de Baby Face Nelson, com quem não se dá bem, estar envolvido, Dillinger aceita. Se segue, então, um tiroteio (promovido por Nelson ao atirar num policial fora do banco), no qual Dillinger é atingido no braço e Caroll leva uma bala e é dado por morto. Eles fogem para o esconderijo noturno de Nelson numa floresta, em Little Bohemia, onde as feridas de Dillinger são tratadas; a gangue se decepciona ao descobrir que a quantia roubada é apenas uma fração do que esperavam. Dillinger menciona que esperava libertar o resto de sua gangue na prisão, inclusive Pierpont e Makley, mas Red o convence que isso é improvável de acontecer.
Purvis e seus homens apreendem Caroll (que ainda está vivo) e o torturam para descobrir a localização do resto da gangue. Eles chegam a Little Bohemia e Purvis organiza outra cilada fracassada, na qual vários civis são mortos no fogo cruzado. Dillinger e Red escapam separados de Nelson e o resto da gangue. Os agentes Winstead e Hurt (Don Frye) perseguem Dillinger e Hamilton pela floresta a pé, os envolvendo numa batalha armada na qual Red é atingido e fatalmente ferido. Tentando escapar pela estrada, Nelson, Shouse e Homer Van Meter (Stephen Dorff) roubam um carro do FBI, assassinando diversos agentes no processo, inclusive Carter Baum (Rory Cochrane), parceiro de Purvis. Depois de uma perseguição de carro, Purvis e seus homens matam Nelson e o resto da gangue. Mais adiante na estrada, Dillinger e Hamilton roubam o carro de um fazendeiro e conseguem escapar; Hamilton morre mais tarde naquela mesma noite e Dillinger enterra seu corpo, cobrindo-o com soda cáustica.
Dillinger consegue encontrar Frechette, contando a ela que planeja fazer um último trabalho que renderá o bastante para que eles escapem juntos. No entanto, Dillinger a deixa num hotel no qual pensa que ela estaria a salvo e, sem defesa, assiste a ela sendo capturada. Um interrogador, o agente Reinecke (Adam Mucci) bate cruelmente em Frechette para saber o paradeiro de Dillinger, mas ela se recusa a contar; Purvis e Winstead chegam e, furiosos, acabam com o interrogatório. Enquanto isso, Dillinger tem um encontro com Alvin Karpis (Giovanni Ribisi), que tenta recrutar Dillinger, desinteressado, para roubar um trem com seus sócios, da gangue Barker. Dillinger recebe um bilhete de Billie através de seu advogado, Louis Piquet (Peter Gerety), pedindo que ele não tentasse tirá-la da prisão.
Através do policial corrupto Zarkovich, Purvis consegue a ajuda de Anna Sage (Branka Katic), cafetina e amiga de Dillinger, ameaçando-a com a deportação caso ela não colaborasse. Ela concorda em entregar Dillinger, que está escondigo com Sage.
Naquela noite, Dillinger e Sage veem um filme de Clark Gable chamado Manhattan Melodrama no cinema Biograph. Quando o filme acaba, Dillinger e a mulher saem enquanto Purvis se movimenta. Dillinger reconhece a polícia e é atingido várias vezes antes de conseguir sacar sua arma. O agente Winstead, que disparou o tiro fatal, escuta as últimas palavras de Dillinger.
Mais tarde, Winstead se encontra com Frechette na prisão. Ele conta a ela que as últimas palavras de Dillinger foram "Diga a Billie por mim, 'adeus, graúna.'" O texto que precede os créditos revela que Melvin Purvis sai do FBI logo depois e se suicida em 1960, e que Billie viveu o resto de sua vida depois de ser solta, em 1936, em Wisconsin.

## Elenco
- Johnny Depp como John Dillinger
- Christian Bale como Melvin Purvis
- Marion Cotillard como Billie Frechette
- Billy Crudup como J. Edgar Hoover
- Stephen Dorff como Homer Van Meter
- Stephen Lang como Charles Winstead
- Channing Tatum como Charles Arthur "Pretty Boy" Floyd
- Jason Clarke como Red Hamilton
- Emilie de Ravin como Barbara Patzke
- Stephen Graham como Baby Face Nelson
- Matt Craven como Gerry Campbell

## Recepção
No site agregador de críticas Rotten Tomatoes, 68% das 262 resenhas dos críticos são positivas.

## Galeria

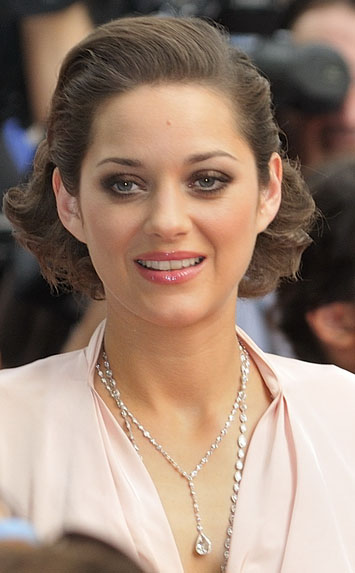
Marion Cotillard na estreia do filme em Paris
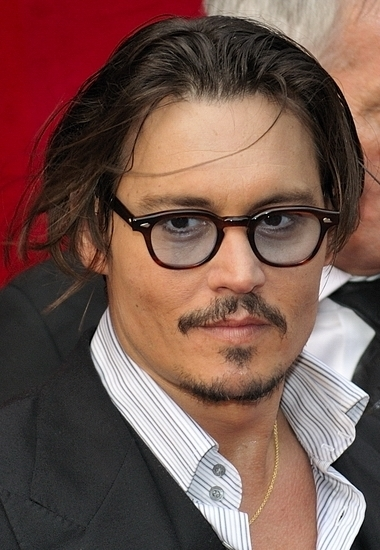
Johnny Depp na estreia do filme em Paris
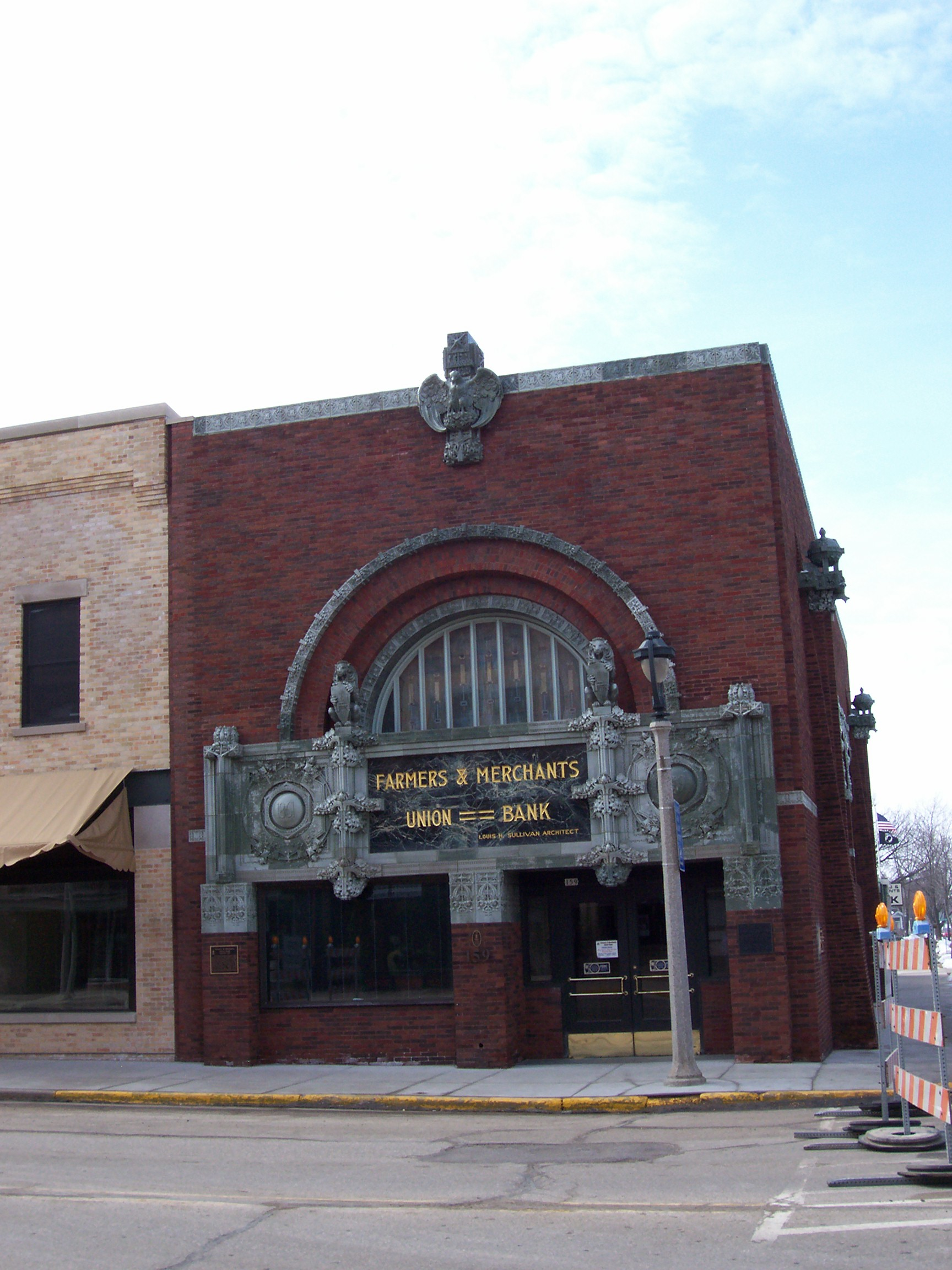
O banco Farms & Merchants Union Bank, que foi redesenhado para o filme
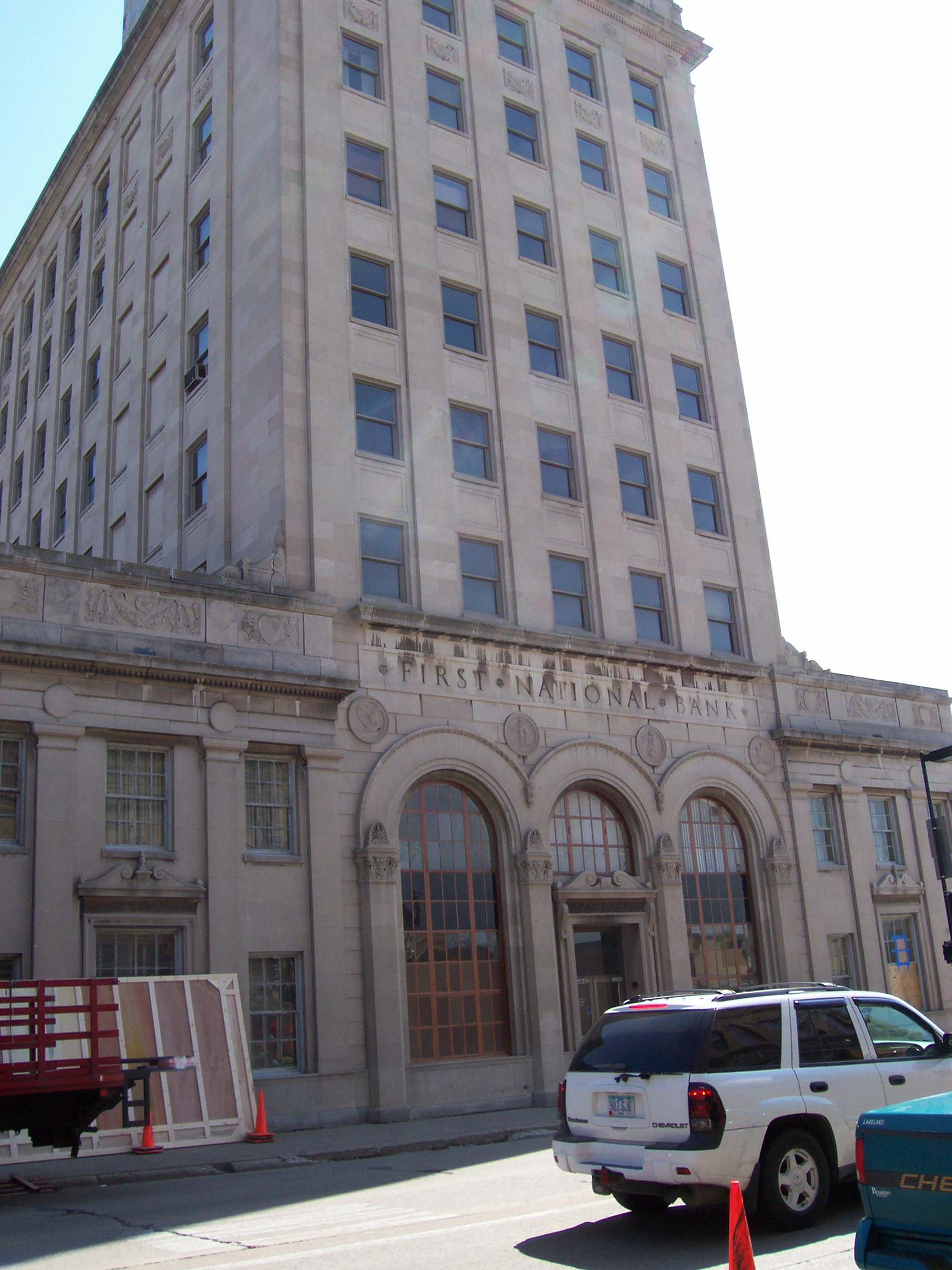
O banco First National Bank que foi usado nas filmagens